# José Iván Gutiérrez
José Iván Gutiérrez Palacios (ur. 27 listopada 1978 w Hinojedo, Kantabria) – hiszpański zawodowy kolarz szosowy, wicemistrz świata. Obecnie jest zawodnikiem drużyny Team Movistar.

## Kariera
Pierwszy sukces w karierze José Iván Gutiérrez osiągnął w 1999 roku, kiedy zdobył złoty medal w indywidualnej jeździe na czas w kategorii juniorów na mistrzostwach świata w Weronie. Największy sukces osiągnął jednak na rozgrywanych sześć lat później mistrzostwach świata w Madrycie, gdzie w tej samej konkurencji był drugi w kategorii elite. W zawodach tych wyprzedził go jedynie Australijczyk Michael Rogers, a trzecie miejsce zajął Szwajcar Fabian Cancellara. Ponadto wygrał między innymi Gran Premio de Llodio w 2002 roku, Giro dell’Emilia w 2003 roku, Clásica de Almería w 2005 roku, Tour Méditerranéen w 2007 roku oraz Eneco Tour w latach 2007 i 2008. Wielokrotnie zdobywał medale szosowych mistrzostw Hiszpanii, w tym sześć złotych.

## Najważniejsze zwycięstwa i sukcesy
- 1999
  -  1. miejsce w mistrzostwach świata (do lat 23, jazda indywidualna na czas)
- 2000
  -  1. miejsce w mistrzostwach Hiszpanii (jazda indywidualna na czas)
- 2001
  -  1. miejsce w mistrzostwach Hiszpanii (jazda indywidualna na czas)
  - 1. miejsce w GP CTT Correios de Portugal
- 2002
  - 1. miejsce w Gran Premio de Llodio
  - 1. miejsce na 2. etapie Vuelta a Burgos
- 2003
  - 1. miejsce w Giro dell’Emilia
  - 1. miejsce w Escalada a Montjuïc
- 2004
  -  1. miejsce w mistrzostwach Hiszpanii (jazda indywidualna na czas)
  - 1. miejsce w Vuelta a Castilla y León
  - 2. miejsce w Vuelta a Murcia
    - 1. miejsce w klasyfikacji punktowej
    - 1. miejsce na 2. etapie
- 2005
  -  1. miejsce w mistrzostwach Hiszpanii (jazda indywidualna na czas)
  - 1. miejsce w Clásica de Almería
  - 2. miejsce w mistrzostwach świata (jazda indywidualna na czas)
- 2006
  - 1. miejsce na 2. etapie Tour Méditerranéen
  - 1. miejsce na 3. i 5. etapie Vuelta a Burgos
  - 1. miejsce na 3. etapie Vuelta a Murcia
- 2007
  -  1. miejsce w mistrzostwach Hiszpanii (jazda indywidualna na czas)
  - 1. miejsce w Tour Méditerranéen
    - 1. miejsce na 1. etapie

  - 1. miejsce w Eneco Tour
- 2008
  - 1. miejsce w Eneco Tour
    - 1. miejsce w prologu
- 2010
  -  1. miejsce w mistrzostwach Hiszpanii (start wspólny)
  - 2. miejsce w mistrzostwach Hiszpanii (jazda indywidualna na czas)
- 2011
  - 3. miejsce w mistrzostwach Hiszpanii (jazda indywidualna na czas)